# AS Mutzig
Association Sportive de Mutzig, thường được gọi là AS Mutzig, là một câu lạc bộ bóng đá có trụ sở tại xã Mutzig, thuộc tỉnh Bas-Rhin của miền đông nước Pháp. Được thành lập vào năm 1930 với tên FC Mutzig, câu lạc bộ hiện đang chơi ở Excellence de Bas-Rhin ở giải hạng bảy của bóng đá Pháp, mặc dù trong 13 năm từ 1963 đến 1976, họ đã thi đấu ở hạng ba. AS Mutzig chơi tại Stade Roger Leissner, được đặt tên để vinh danh chủ tịch câu lạc bộ trong thời gian họ gia nhập Championnat de France amateur vào đầu những năm 1960.
Arsène Wenger, cựu huấn luyện viên của câu lạc bộ Ngoại hạng Anh Arsenal, bắt đầu sự nghiệp chơi bóng cao cấp của mình tại Mutzig sau khi được ký bởi quản lý Max Hild, người tiếp tục quản lý RC Strasbourg. Các cựu huấn luyện viên Mutzig khác đã quản lý các câu lạc bộ chuyên nghiệp bao gồm: Paco Mateo và Paul Frantz.

## Danh hiệu
- Championnat de France amateur / Division 3 Groupe Est: 1964-65, 1973-74
- Divisionn d'Honneur Alsace: 1962
- Coupe'Alsace: 1971